# آه .. وآه من شربات (فلم)
آه .. وآه من شربات هو فيلم مصري عرض عام 1992، بطولة فريد شوقي ورانيا فريد شوقي وحاتم ذو الفقار وسميرة محسن وعماد رشاد، ومن إخراج محمد عبد العزيز.

## قصة الفيلم
نهى مرتبطة بدبلوماسي شاب وتستعد للزواج منه، إلا أنها تفاجأ أنها متهمة في قضية سرقة مجوهرات، ويكتشف الأب لواء الشرطة السابق أن المتهم الرئيسي في هذه القضية ليست نهى، وإنما شقيقتها التوأم التي ظن أنها ماتت بينما هي حية ترزق وتعيش في كنف عصابة تعيش على السرقة، ويصل إليها الأب ويعمل على إعادتها لكنفه من جديد.

## طاقم التمثيل
- فريد شوقي: (حسن عصمت)
- رانيا فريد شوقي: (نهى / شربات "سهى")
- حاتم ذو الفقار: (فوزي سلامات)
- سميرة محسن: (كواكب القادرة)
- عماد رشاد: (أشرف علم الدين)
- وحيد سيف: (سيد الكويس)
- سيد صادق: (إفترا)
- يوسف عيد: (ضبش)
- محمد أبو حشيش: (موظف أرشيف الشرطة)
- عبد الحميد أنيس: (لواء شرطة)
- ناجي سعد: (ضابط)
- نبوية سعيد: (أطاليا)
- عثمان عبد المنعم: (المحكوم عليه بالإعدام)
- كمال الزيني: (مدير الأمن)
- حسين عرعر: (الشحات)
- محمود طوبار: (ضابط)
- توفيق الكردي: (مأمور سجن الاستئناف)
- نهاد رامي: (علم الدين - الوزير السابق)
- ثريا إبراهيم: (والدة أشرف)
- هبة كامل

## فريق العمل
- إخراج: محمد عبد العزيز
- تأليف: شريف المنباوي
- مدير التصوير: عصام فريد
- مونتاج: رشيدة عبد السلام
- موسيقى تصويرية: حسن أبو السعود
- إنتاج: أفلام فريد شوقي
- توزيع داخلي: أفلام فريد شوقي
- توزيع خارجي: اتحاد الفنانين للسينما والفيديو